# Малый Яломан (река)
Малый Яломан — река в Республике Алтай России. Устье реки находится в 348 км по левому берегу реки Катунь. Длина реки составляет 31 км.
На левом берегу реки Малый Яломан, в 12 километрах от одноименного села Малый Яломан находится Малояломанская пещера. Возраст стоянки — 38,5 тыс. лет (без калибровки — 33,3 тыс. лет).

## Притоки
(от устья)
- Арбалой (лв)
- Карабелю (лв)
- Пылточ (лв)
- ручей Карабелю (лв)
- Ярымтык (лв)
- Куйлу (пр)
- Чанкыр (лв)
- Кучерлуайры (лв)
- 22 км: Межтугол (лв)

## Данные водного реестра
По данным государственного водного реестра России относится к Верхнеобскому бассейновому округу, водохозяйственный участок реки — Катунь, речной подбассейн реки — Бия и Катунь. Речной бассейн реки — (Верхняя) Обь до впадения Иртыша.